# La Sauvetat-sur-Lède
La Sauvetat-sur-Lède é uma comuna francesa na região administrativa da Nova Aquitânia, no departamento Lot-et-Garonne. Estende-se por uma área de 14,07 km². Em 2010 a comuna tinha 655 habitantes (densidade: 46,6 hab./km²).